# Осаджувальні центрифуги

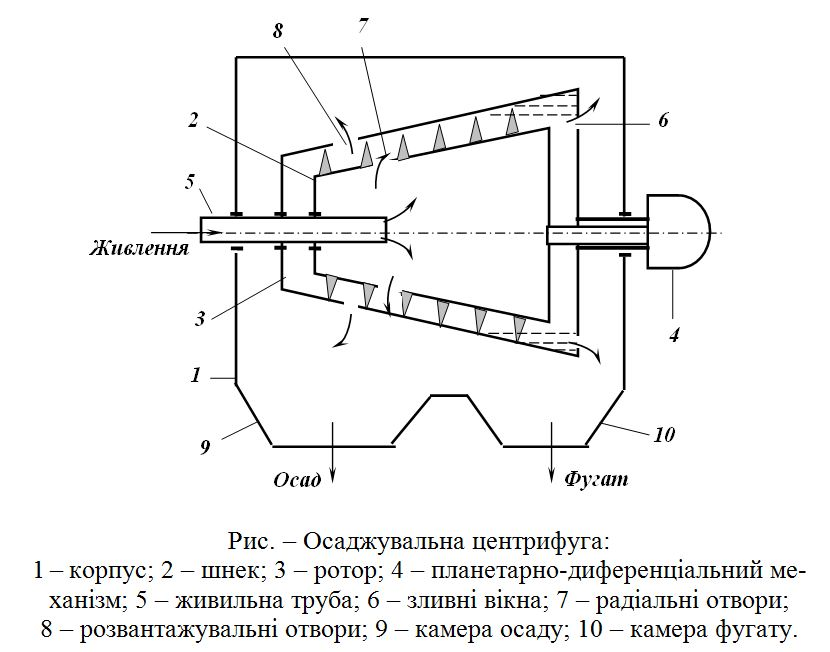

Осаджувальна центрифуга (англ. settling centrifuge, нім. Setzzentrifuge f, Klärzentrifuge f) — центрифуга для зневоднення і відділення методом відцентрового осадження на суцільному роторі.

## Загальний опис

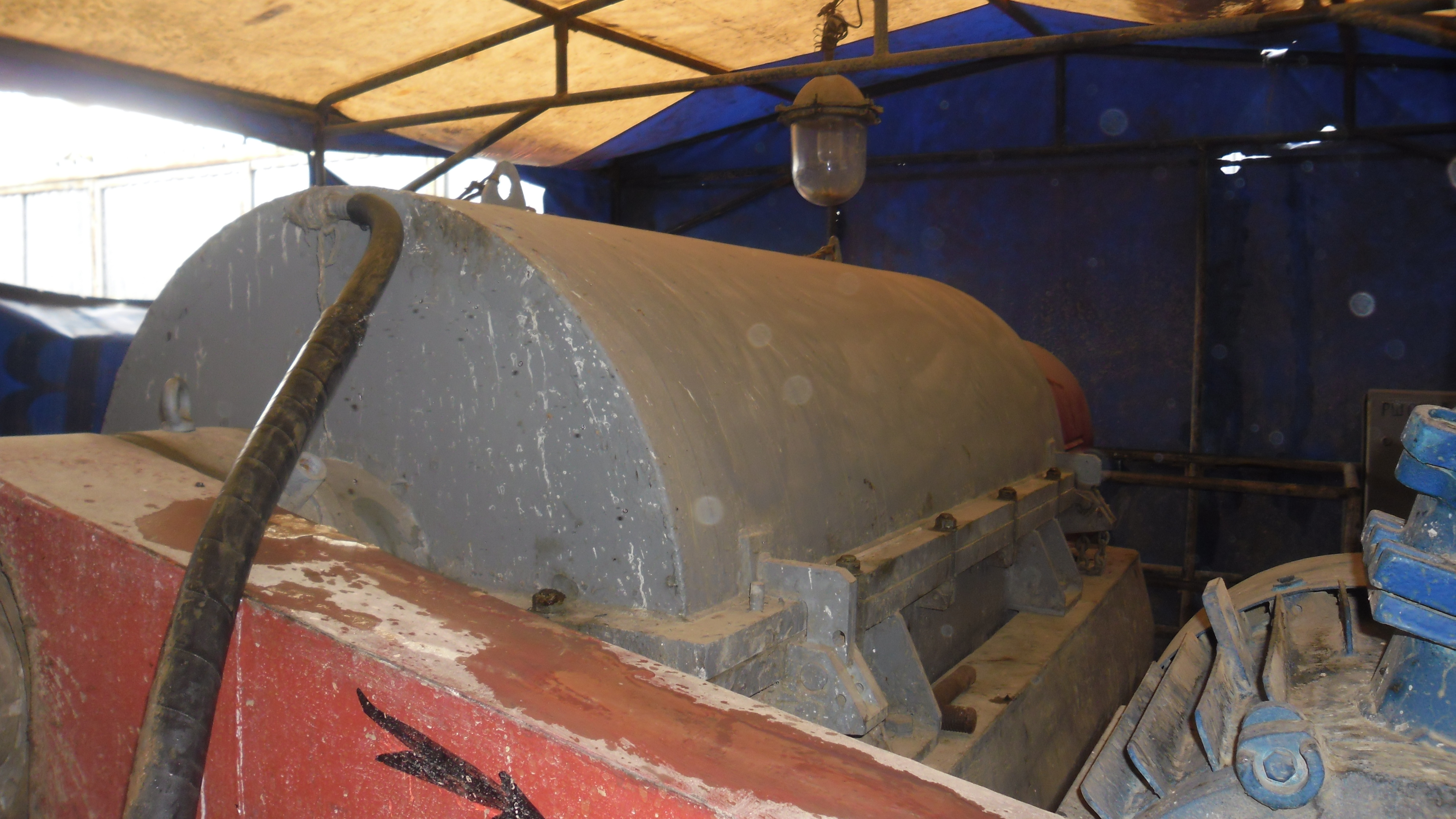
Осаджувальна центрифуга.

Конструктивно являє собою центрифугу з горизонтальним суцільним ротором, на внутрішні стінки якого випадає осад з суспензії при її згущенні у відцентровому полі. Осад вивантажується примусово за допомогою шнекового пристрою. Вітчизняні осаджувальні центрифуги дозволяють видаляти з суспензії частинки до 10 мкм (установка ОГШ-759Л, фактор Фруда 1358). Для одержання осаду зі зниженою кінцевою вологістю застосовують центрифуги осаджувально-фільтрувальні, що мають додатковий ротор з фільтрувальною поверхнею з щілястого сита. Осаджувальні центрифуги застосовуються для зневоднення тонких незбагачених шламів, флотаційних концентратів і, в окремих випадках, відходів флотації. Технологічні показники відсаджувальних центрифуг: винос твердого у фугат 25-35 %; вологість осаду: концентратів флотації 20-25 %, відходів флотації 22-30 %, шламу 17-22 %. Суттєвий недолік відсаджувальних центрифуг — високий вміст твердого у фугаті, що у 2-3 рази більше, ніж у фільтраті вакуум-фільтрів. Винос твердого у фугат скорочується при застосуванні флокулянту. При витраті флокулянту 150—250 г/т винос твердого у фугат скорочується до 10 %.

## Центрифуги осаджувальні шнекові

Центрифуги осаджувальні шнекові застосовуються для зневоднення тонких незбагачених шламів, флотаційних концентратів і, в окремих випадках, відходів флотації. Для зневоднення флотаційних концентратів, що важко фільтруються, і шламів застосовуються осаджувально-фільтрувальні центрифуги.
Вихідна пульпа завантажувальним пристроєм подається у середину шнека і через отвори в ньому надходить в ротор. В роторі відбувається відцентрове осадження частинок і розділення суспензії на тверду і рідку фази. Тверда фаза шнеком переміщується до розвантажувальних патрубків, через які вона відцент-ровими силами розвантажується з ротора. Рідка фаза по спіральних каналах, що створені витками шнека і стінкою ротора, рухається у протилежному напрямку і витікає через зливні вікна.
Відсаджувальні центрифуги ОГШ застосовують для зневоднення дрібних розріджених продуктів, які містять від 10 до 50 % твердого за масою.

## Осаджувально-фільтрувальна шнекова центрифуга

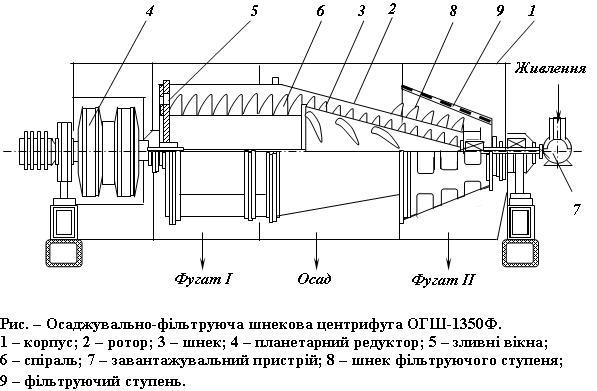

Осаджувально-фільтрувальна шнекова центрифуга типу ОГШ-1350Ф (рис.) створена на базі центрифуги ОГШ-1350 і відрізняється від неї наявністю фільтрувального ступеня 9.
Шнек 8 фільтрувального ступеня закріплений на конічній частині ротора 2. Фільтрувальна поверхня — шпальтове сито. Цапфа фільтрувального ступеня жорстко з'єднана з шнеком. У центрифузі ОГШ-1320Ф осад відсаджувального ступеня додатково зневоднюється у фільтрувальному ступені.
Центрифуга ОГШ-1320Ф призначена для більш глибокого зневоднення шламів і флотоконцентратів, зневоднення яких на дискових вакуум-фільтрах здійснюється незадовільно, наприклад, зневоднення важкофільтрованих флотоконцентратів вугілля марок Г і П.
Технологічні показники осаджувальних центрифуг такі: винос твердого у фугат 25—35 %; вологість осаду: концентратів флотації 20—25 %, відходів флотації 22—30 %, шламу 17—22 %. Суттєвий недолік відсаджувальних центрифуг — високий вміст твердого у фугаті, що у 2—3 рази більше, ніж у фільтраті вакуум-фільтрів. Винос твердого у фугат скорочується при застосуванні флокулянту. При витраті флокулянту 150—250 г/т винос твердого у фугат скорочується до 10 %.